# Heinrich Hase (Abt)

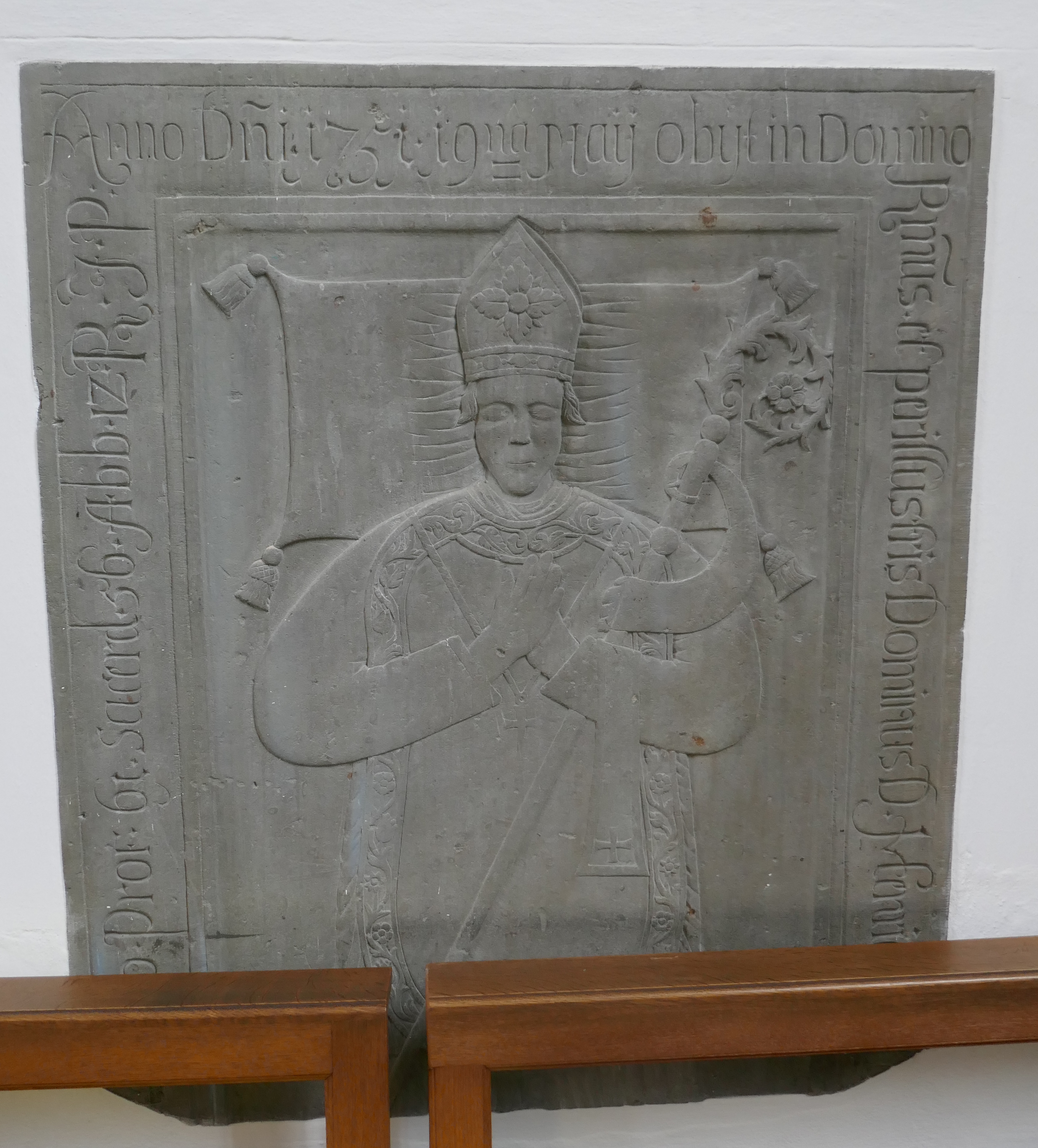
Grabplatte in der Klosterkirche Liesborn

Heinrich Hase (* Januar 1672 in Münster; † 19. Mai 1751 in Liesborn) war Abt des Klosters Liesborn.

## Leben
Hase trat 1690 in die Abtei Liesborn ein, legte 1691 seine Profess ab und wurde am 22. November 1696 Priester. Von 1704 bis 1711 war er Novizenmeister, von 1711 bis 1717 Kornschreiber (ein Bediensteter der die Getreideeinnahmen und -ausgaben kontrolliert) und von 1717 bis 1734 Beichtvater im Benediktinerinnenkloster St. Aegidii in Münster. 1734 wurde er als Prior nach Liesborn zurückberufen und 1739 dort zum Abt gewählt. Auf ihn geht der Bau des Nordflügels zurück.